# Benjamin O. Davis Sr.
Benjamin Oliver Davis Sr. (mayo de 1880 - 26 de noviembre de 1970) fue un oficial del ejército de los Estados Unidos  donde, en 1940, se convirtió en el primer afroamericano en ascender al rango de general de brigada. Fue el padre del general de la Fuerza Aérea Benjamin O. Davis Jr.

## Temprana edad y educación
Nació en Washington D. C., fue el tercer hijo de Louis PH Davis y Henrietta (née Stewart) Davis. El biógrafo Marvin Fletcher presentó evidencia afirmando que Davis nació en mayo de 1880, citando para ello un documento del censo de junio de 1880. Este autor concluye que Davis mintió sobre su edad para poder alistarse en el Ejército sin el permiso de sus padres. De hecho, la fecha de nacimiento que aparece en su lápida en el Cementerio Nacional de Arlington es el 1 de julio de 1877, la fecha que proporcionó al Ejército.
Asistió a M Street High School en Washington, donde participó en el programa de cadetes de la escuela. Durante su último año de secundaria tomó algunas clases en la Universidad de Howard. Su padre, un mensajero del Departamento del Interior, y su madre, una enfermera, lo instaron a matricularse en la universidad una vez que finalice la secundaria pero, contra los deseos de sus padres, decidió seguir una carrera militar.

## Carrera
Después de graduarse de la escuela secundaria, en respuesta al comienzo de la guerra hispanoamericana, Davis ingresó al ejército el 13 de julio de 1898, con el grado de primer teniente temporal en la 8.ª Infantería de Voluntarios de los Estados Unidos, una unidad totalmente afroamericana. Este regimiento estuvo estacionado en Chickamauga Park, Georgia, desde octubre de 1898 hasta su disolución en marzo de 1899. Durante la guerra, Davis sirvió brevemente en la Compañía D del primer batallón separado de la Guardia Nacional de Washington D. C.
Fue reclutado el 6 de marzo de 1899 y, el 18 de junio del mismo año, se alistó como soldado en la Tropa I, 9.º Regimiento de Caballería (uno de los regimientos originales del Soldado Buffalo), del Ejército Regular. En su puesto en Fort Duchesne, Utah, se desempeñó primero como secretario de la tropa y luego como sargento mayor de escuadrón. A fines de 1900, la unidad de Davis fue comandada por el teniente Charles Young, el único oficial afroamericano que servía en el ejército de los Estados Unidos en ese momento. Young alentó la ambición de Davis de convertirse en oficial, enseñándole en todas las materias que se cubrieron en la prueba de candidato a oficial, especialmente matemáticas, que había sido la materia más difícil de Young en la Academia Militar de los Estados Unidos en West Point. A principios de 1901, Davis pasó la prueba en Fort Leavenworth, Kansas, con el puntaje más alto en la sección de matemáticas. (Un segundo afroamericano, John E. Green, pasó la prueba junto con otros 10 soldados. ) El 2 de febrero de 1901, Davis recibió el encargo de un segundo teniente de caballería en el ejército regular.
En la primavera de 1901, la Tropa I fue enviada al extranjero para servir en la guerra entre Filipinas y Estados Unidos. Davis fue asignado a la tropa F, décima caballería, donde asumió los deberes de un segundo teniente. Esta unidad regresó a los Estados Unidos en agosto de 1902. Davis fue destinado a Fort Washakie, Wyoming, donde también sirvió durante varios meses con la Tropa M. En septiembre de 1905, fue asignado a la Universidad de Wilberforce en Ohio como Profesor de Ciencia y Tácticas Militares, un puesto que ocupó durante cuatro años.
En noviembre de 1909, poco después de ser ordenado al Cuartel General del Regimiento, Novena Caballería, Davis fue reasignado para el servicio en Liberia. Partió en abril de 1910, y se desempeñó como agregado militar informando sobre las fuerzas militares de Liberia hasta octubre de 1911. Regresó a los Estados Unidos en noviembre de 1911 y en enero de 1912, Davis fue asignado a la Tropa I, Novena Caballería, la cual fue asignada para patrullar la frontera entre México y Estados Unidos.
En febrero de 1915, Davis fue nuevamente asignado a la Universidad de Wilberforce como Profesor de Ciencia y Tácticas Militares. Desde 1917 hasta 1920, fue asignado a la Novena Caballería en Fort Stotsenburg, Islas Filipinas, como oficial de suministros, comandante del 3.er Escuadrón y luego del 1.er Escuadrón. Si bien alcanzó el rango temporal de teniente coronel, regresó a los Estados Unidos en marzo de 1920 con el rango de capitán.
Davis fue asignado al Instituto Tuskegee (ahora Universidad de Tuskegee) en Tuskegee, Alabama, como profesor de ciencia y tácticas militares desde 1920 hasta 1924. Luego sirvió durante cinco años como instructor en el 2. ° Batallón, 372. ° Regimiento, Guardia Nacional de Ohio, en Cleveland, Ohio. En septiembre de 1929, regresó a la Universidad de Wilberforce como profesor de ciencias y tácticas militares. Regresó al Instituto Tuskegee a principios de 1931, donde permaneció durante seis años como profesor de ciencias y tácticas militares. Durante los meses de verano de 1930 a 1933, escoltó peregrinaciones de madres y viudas de la Estrella de Oro de la Primera Guerra Mundial a los lugares de enterramiento de sus seres queridos en Europa.
En agosto de 1937, Davis regresó a la Universidad de Wilberforce como profesor de ciencias y tácticas militares. Fue asignado al 369.º Regimiento, Guardia Nacional de Nueva York durante el verano de 1938, y tomó el mando del regimiento poco tiempo después. Ascendió a General de Brigada el 25 de octubre de 1940, convirtiéndose así en el primer general afroamericano en el ejército de los Estados Unidos.

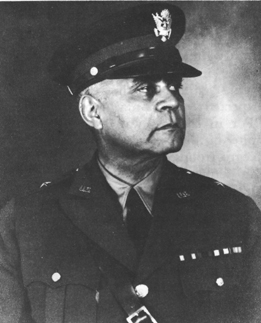
Brig. Gen. Benjamin O. Davis, Sr.

### Segunda Guerra Mundial

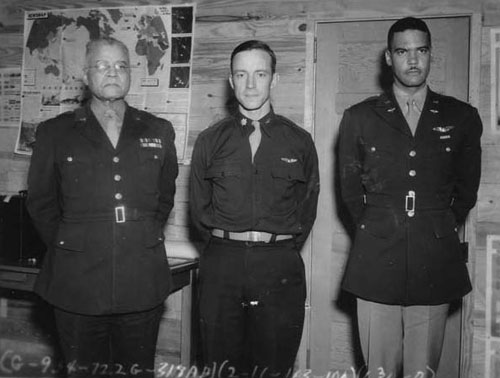
Davis Sr. (izquierda), Noel F. Parrish y su hijo Benjamin O. Davis Jr.

En enero de 1941, Davis se convirtió en comandante general de la 4.ª Brigada de Caballería, 2.ª División de Caballería en Fort Riley, Kansas. Seis meses después, fue asignado a Washington D. C. como asistente en la Oficina del Inspector General. Mientras servía en la Oficina del Inspector General, también formó parte del Comité Asesor sobre Políticas de Tropa Negra. Desde 1941 hasta 1944, Davis realizó recorridos de inspección de soldados afroamericanos en el ejército de los Estados Unidos. De septiembre a noviembre de 1942 y nuevamente de julio a noviembre de 1944, Davis realizó recorridos de inspección de soldados afroamericanos estacionados en Europa.
El 10 de noviembre de 1944, Davis fue reasignado para trabajar con el teniente general John CH Lee como asistente especial del comandante general, Zona de Comunicaciones, Teatro Europeo de Operaciones. Sirvió en la Sección de Inspección General, Teatro Europeo de Operación desde enero hasta a mayo de 1945. Mientras servía en el Teatro Europeo de Operaciones, influyó en la política de integración propuesta utilizando unidades de reemplazo.

## Vida posterior y muerte.
Finalizada la Segunda Guerra Mundial en Europa, Davis regresó a Washington D. C. como asistente del inspector general. En 1947 fue asignado como asistente especial del Secretario del Ejército. En esta capacidad, fue enviado a Liberia en julio como representante de los Estados Unidos para la celebración del centenario del país africano.
El 20 de julio de 1948, después de cincuenta años de servicio militar, se retiró en una ceremonia pública con la presencia del presidente Harry S. Truman quién, 6 días después, emitió la Orden Ejecutiva 9981 con la que abolía la discriminación racial en las fuerzas armadas de los Estados Unidos.
Desde julio de 1953 hasta junio de 1961, se desempeñó como miembro de la Comisión de Monumentos de Batalla Americana.
Falleció el 26 de noviembre de 1970 en el Hospital Naval Great Lakes en Chicago, Illinois, y fue enterrado en el Cementerio Nacional de Arlington.

## Legado
En 1997, el Servicio Postal de los Estados Unidos emitió un sello de 32 centavos en su memoria.

## Vida personal

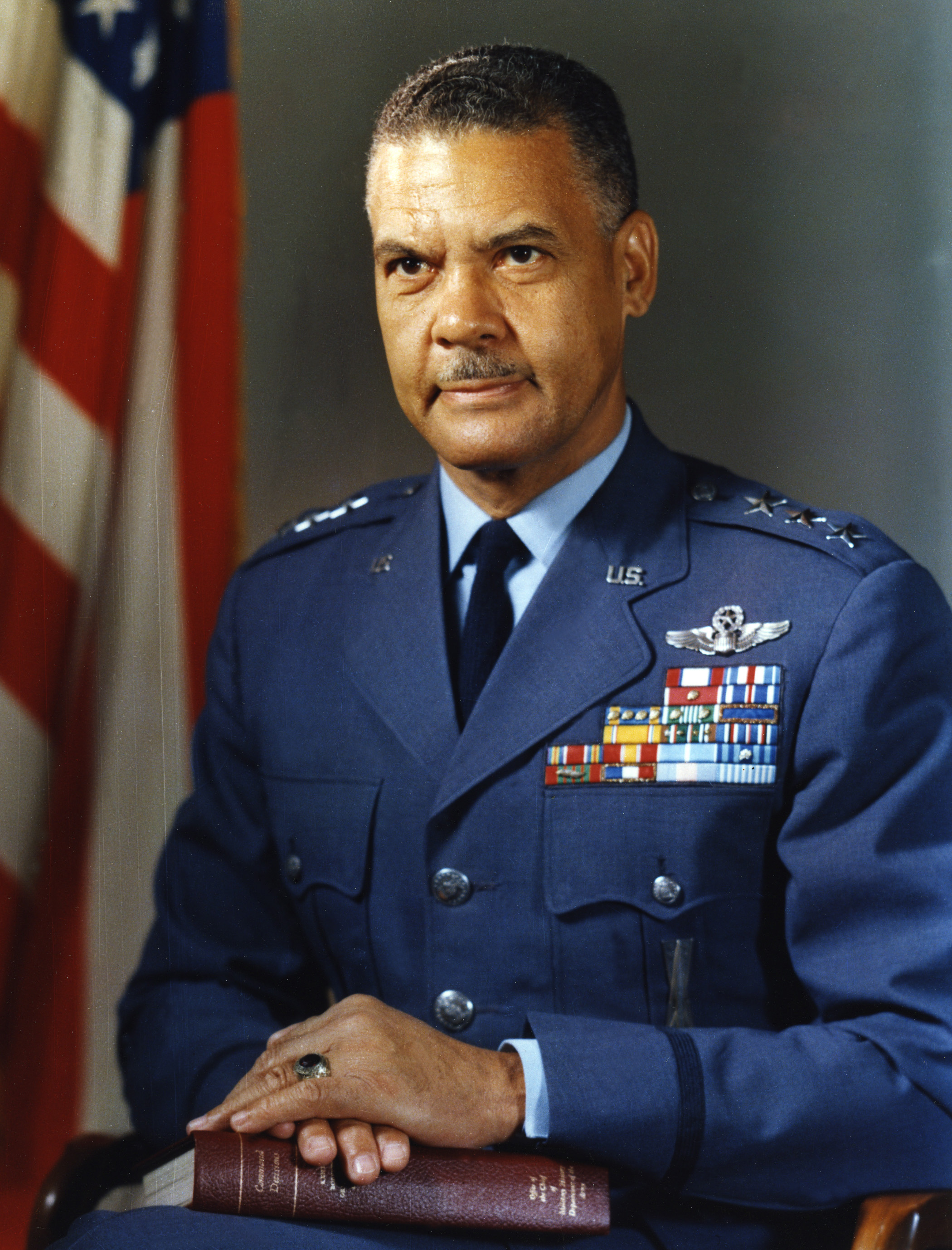
General Benjamin O. Davis Jr

Contrajo matrimonio con Elnora Dickerson en 1902;  se conocían como vecinos desde hace muchos años. Su primera hija, Olive Davis, nació en 1905, y su hijo, Benjamin O. Davis Jr., nació en 1912. A principios de 1916, nació su tercera hija, pero su esposa murió pocos días después debido a complicaciones del parto. La hija, Elnora Davis, fue nombrada en su memoria. Sin una madre para los niños, Davis dependía de los abuelos en Washington D. C. para el cuidado de sus hijos mientras cumplía un período de servicio en Filipinas. En 1919, Davis se casó con Sarah "Sadie" Overton, profesora de inglés en la Universidad de Wilberforce. Estuvieron casados durante 47 años hasta la muerte de Sadie el 25 de octubre de 1966.
Su hijo se convirtió en el primer oficial general afroamericano de la Fuerza Aérea de los Estados Unidos en octubre de 1954.

## Premios y honores
Premios militares de los Estados Unidos
- Distinguished Service Medal
- Bronze Star Medal
- Spanish War Service Medal
- Philippine Campaign Medal
- Mexican Border Service Medal
- World War I Victory Medal
- American Defense Service Medal
- American Campaign Medal
- European-African-Middle Eastern Campaign Medal
- World War II Victory Medal
- Army of Occupation Medal

Premios extranjeros
- Comandante de la Orden de la Estrella de África (Liberia)
- Croix de Guerre con Palm (Francia)

### Servicio distinguido cita de medalla
El General Davis recibió la Medalla de Servicio Distinguido por la Orden General 10, fechada el 22 de febrero de 1945. El comunicado de prensa del Departamento de Guerra emitido el 11 de febrero de 1945 incluía la siguiente cita:
Por un servicio excepcionalmente meritorio al Gobierno en un deber de gran responsabilidad desde junio de 1941 hasta noviembre de 1944, como inspector de unidades de tropas en el campo y como consultor especial del Departamento de Guerra en asuntos relacionados con las tropas negras. La iniciativa, la inteligencia y la comprensión comprensiva mostrada por él al realizar innumerables investigaciones sobre soldados individuales, unidades de tropas y componentes del Departamento de Guerra trajeron una solución justa y equitativa a muchos problemas importantes que desde entonces se han convertido en la base del Departamento de Guerra de gran alcance. política. Su sabio consejo y asesoramiento han hecho una contribución directa al mantenimiento de la moral de los soldados y la disciplina de las tropas y ha sido de gran ayuda para el Departamento de Guerra y para los comandantes responsables en el campo de comprender los asuntos del personal en lo que respecta al soldado individual.

### Otros honores
En 1943, recibió el título honorario de LL. D. (Doctor en Derecho) de la Universidad de Atlanta en Atlanta, Georgia.

## Fechas de rango
|                         | First lieutenant, United States Volunteers: 13 de julio de 1898     |
| No insignia             | Private, 9th Cavalry: 14 de junio de 1899                           |
|                         | Corporal, 9th Cavalry: circa 1899                                   |
|                         | Squadron Sergeant Major, 9th Cavalry: circa 1900                    |
| No pin insignia in 1901 | Second Lieutenant, Regular Army : 2 de febrero de 1901              |
|                         | First Lieutenant, Regular Army: 30 de marzo de 1905                 |
|                         | Captain, Regular Army: 24 de diciembre de 1915                      |
|                         | Major, National Army: 5 de agosto de 1917                           |
|                         | Lieutenant colonel, National Army: 1 de mayo de 1918                |
|                         | Captain, Regular Army: 14 de octubre de 1919                        |
|                         | Lieutenant colonel, Regular Army: 1 de julio de 1920                |
|                         | Colonel, Regular Army: 18 de febrero de 1930                        |
|                         | Brigadier General, Army of the United States: 25 de octubre de 1940 |
|                         | Brigadier General, Retired List: 31 de julio de 1941                |